# 普罗旺谢尔 (杜省)
普罗旺谢尔（法語：Provenchère，法語發音：[pʁɔvɑ̃ʃɛʁ]）是法国杜省的一个市镇，属于蒙贝利亚尔区。

## 地理
普罗旺谢尔（47°17'21"N, 6°38'37"E）面积6.97 平方千米，位于法国勃艮第-弗朗什-孔泰大區杜省，该省份为法国东部内陆省份，北起上索恩省，西接汝拉省，东部及东南部与瑞士接壤，东北部与贝尔福地区省接壤。
与普罗旺谢尔接壤的市镇（或旧市镇、城区）包括：拉格朗日、贝勒埃尔布、贝尔瓦、巴尔贝什河畔罗西耶尔、叙尔蒙、韦尔努瓦莱贝尔瓦、桑塞。

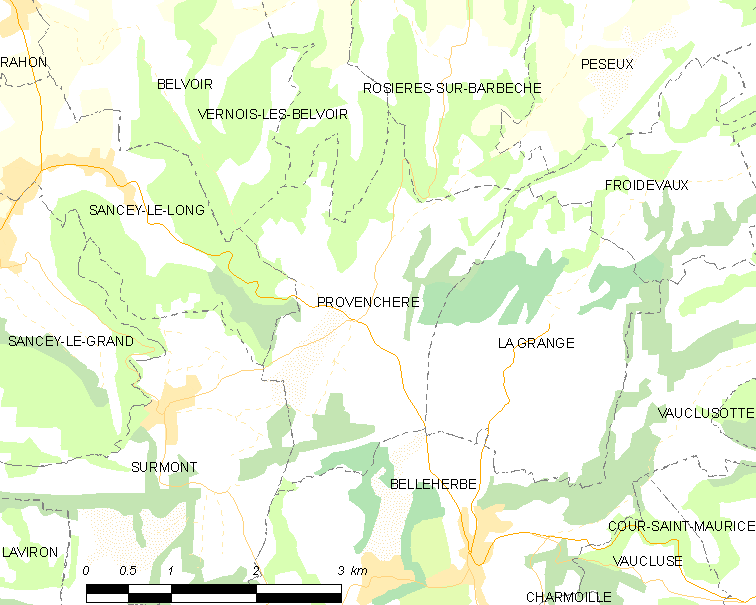
的OSM定位图

普罗旺谢尔的时区为UTC+01:00、UTC+02:00（夏令时）。

## 行政
普罗旺谢尔的邮政编码为25380，INSEE市镇编码为25471。

## 政治
普罗旺谢尔所属的省级选区为瓦尔达翁县。

## 人口

1962-2008年间人口变化图示

普罗旺谢尔于2022年1月1日时的人口数量为139人。